# Zeekr
Zeekr Intelligent Technology Holding Limited, obchodující pod značkou Zeekr Group, je čínská veřejně obchodovaná automobilová společnost, jejímž vlastníkem je Geely Automobile Holdings. Společnost byla založena v roce 2021 a specializuje se na prémiové elektromobily. 
Název značky se skládá z písmene „Z“ převzatého z „generace Z“ a výrazu geek.

## Historie
Společnost Zeekr byla založena v březnu 2021 jako prémiová značka elektrické mobility pro vozidla napájená bateriemi, aby konkurovala mimo jiné automobilkám Nio a Tesla. První model Zeekr 001 byl uveden na trh v dubnu 2021.
Zeekr vyvinul autonomní robotaxi Waymo. V prosinci 2021 společnost Geely oznámila, že Zeekr bude spolupracovat se společností Waymo na vývoji a poskytování plně elektrického, autonomního vozidla pro autonomní mobilitu Waymo One ve Spojených státech. Vozidlo integrované s technologií Waymo bylo odhaleno v Los Angeles v listopadu 2022.
V srpnu 2022 Zeekr oznámila spolupráci se výrobcem baterií CATL. Zeekr 001 je prvním modelem, který používá nové baterie, umožňující dojezd na čistě elektrický pohon přes 1000 km.
Zeekr byl poprvé uveden na trh v Číně. Jeho první evropský showroom byl otevřen ve Stockholmu ve Švédsku v roce 2023, téhož roku vstoupil také na nizozemský trh.

## Modely

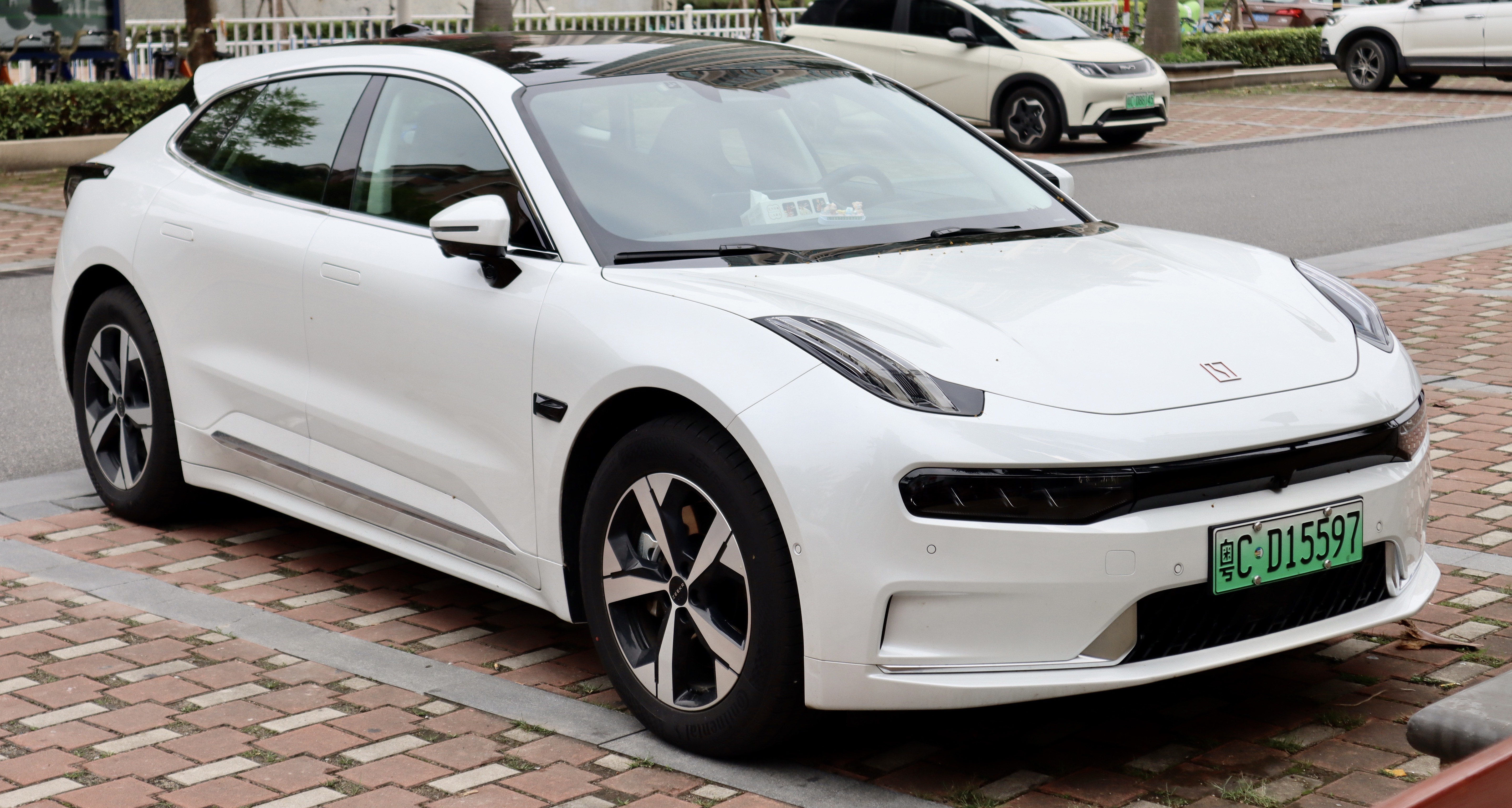
Zeekr 001
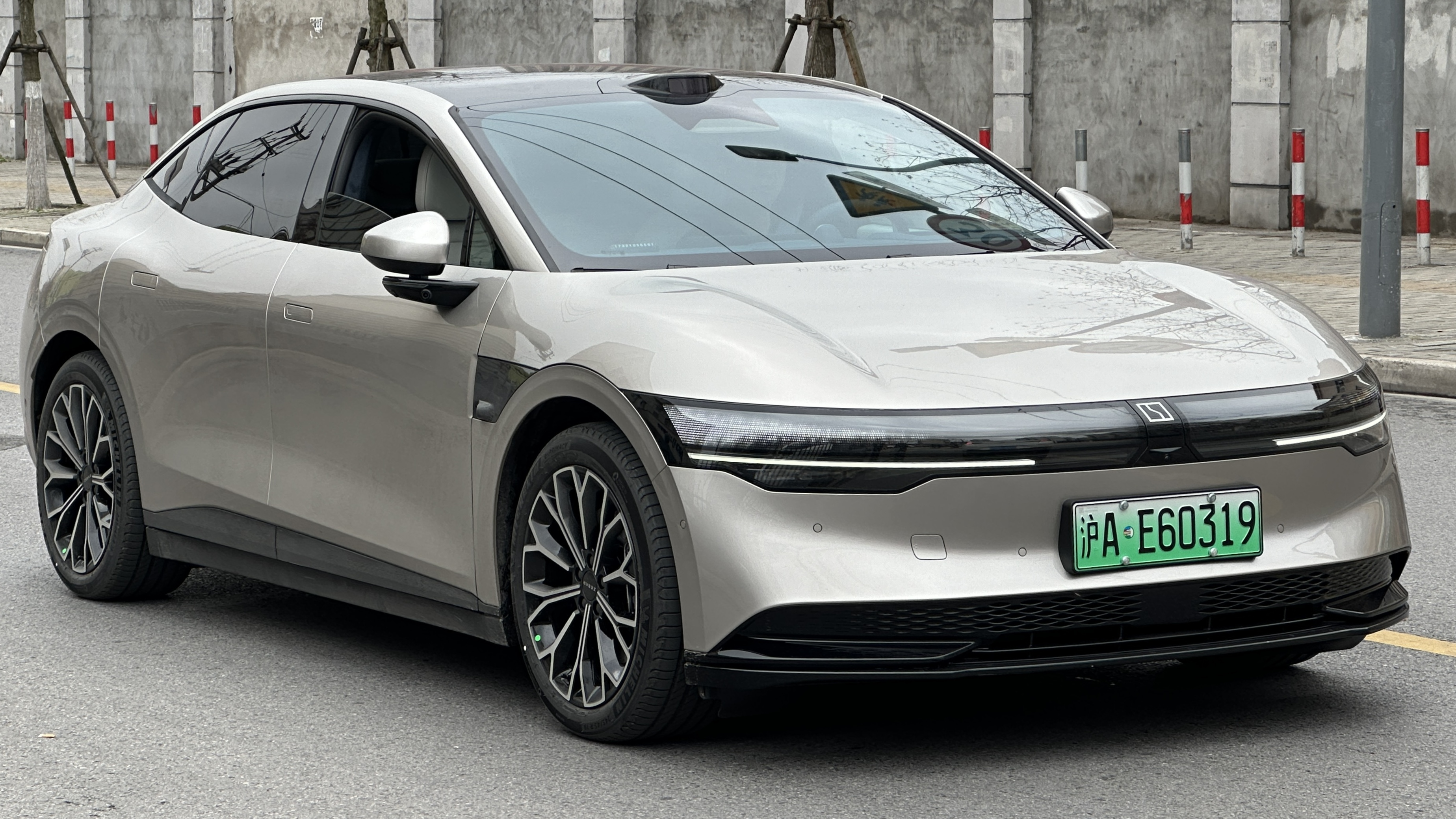
Zeekr 007
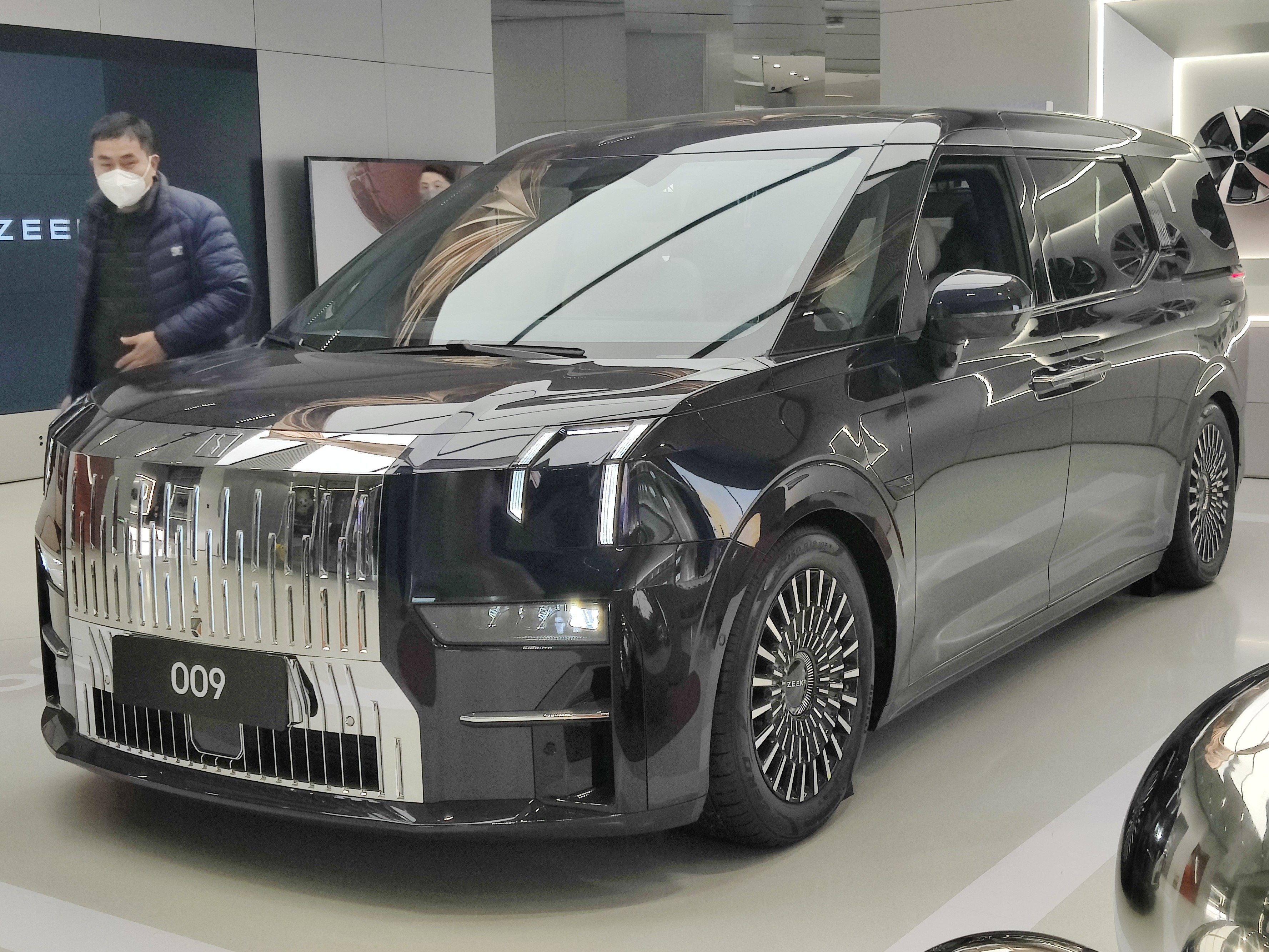
Zeekr 009
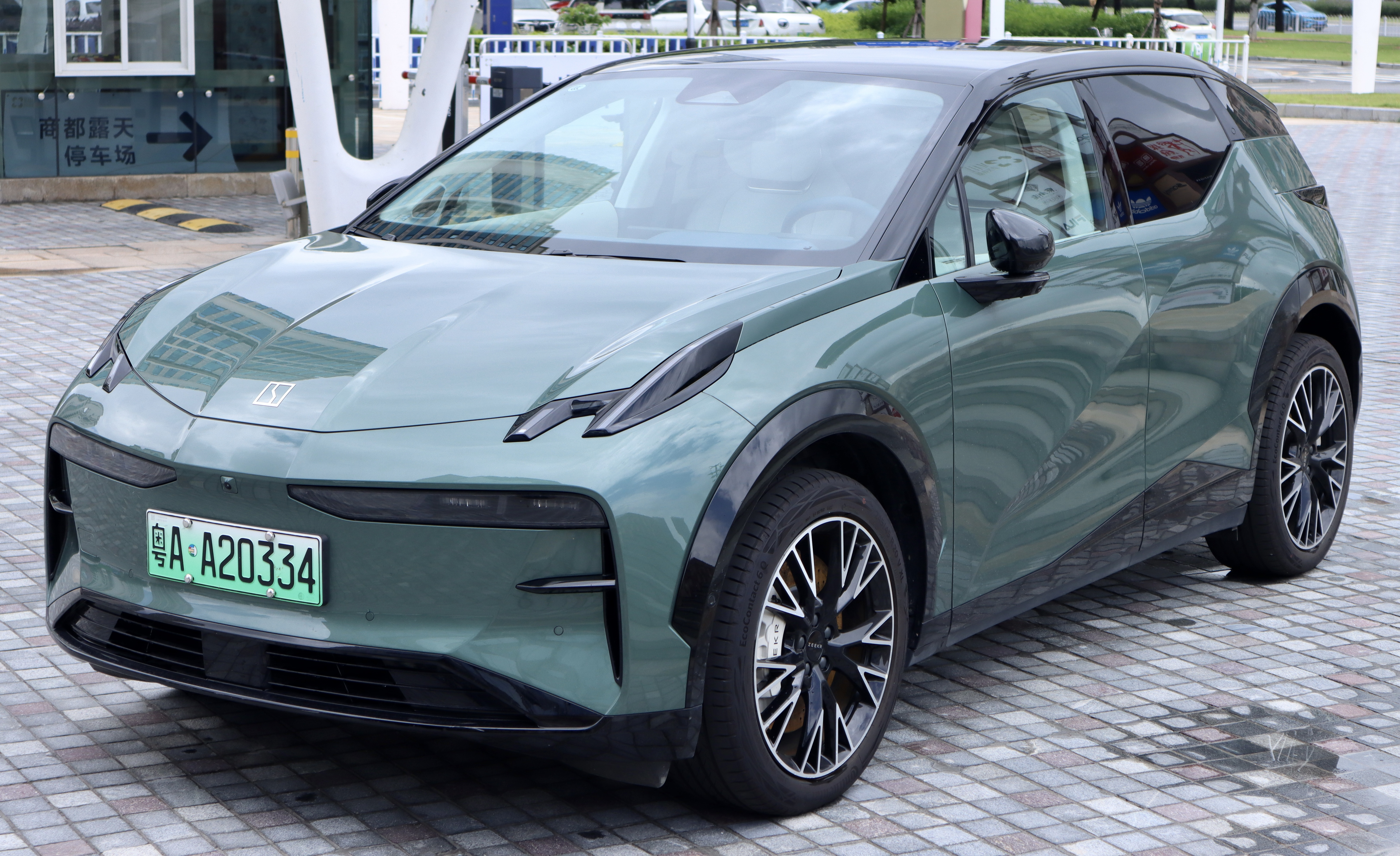
Zeekr X
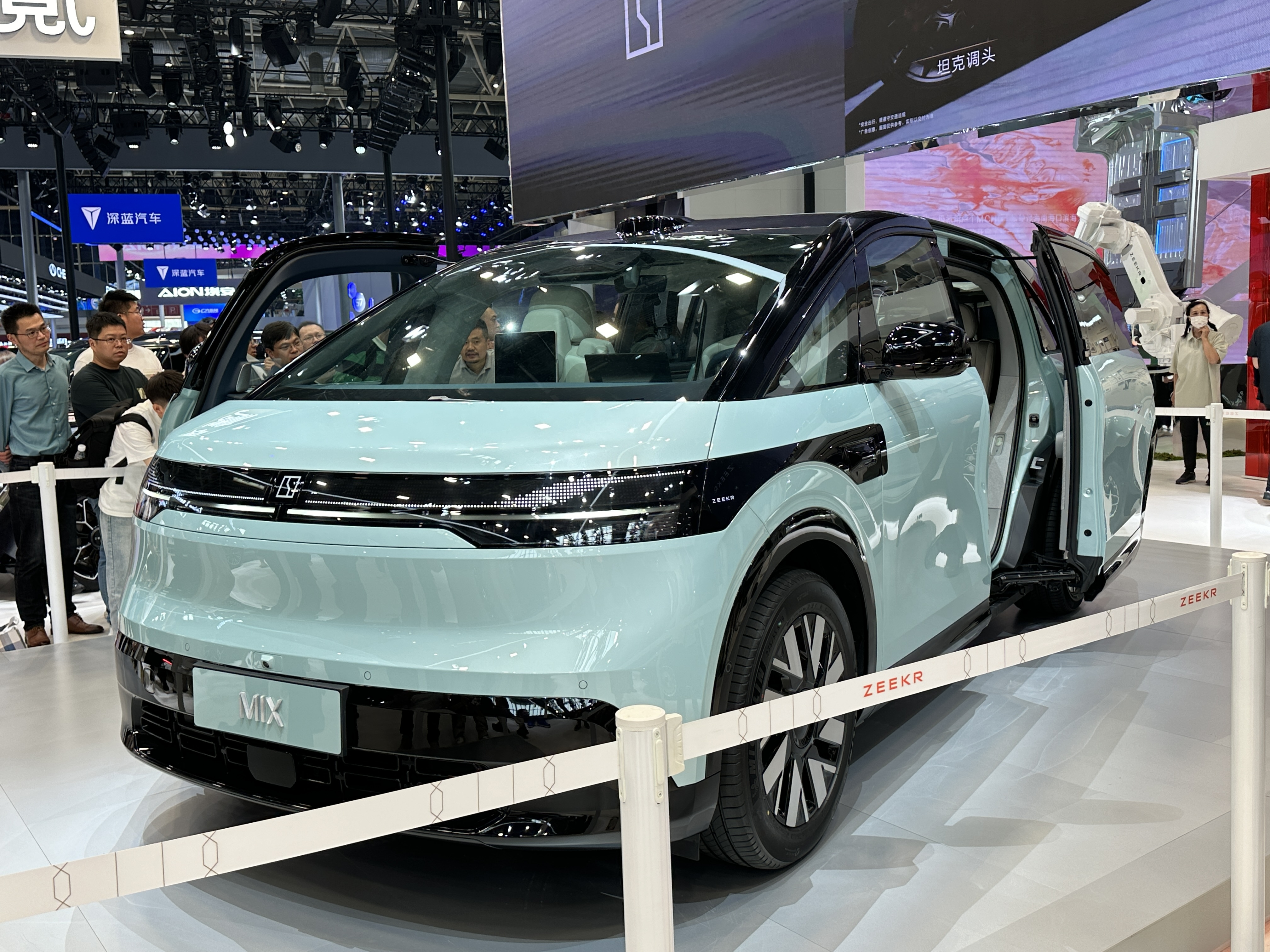
Zeekr 7X
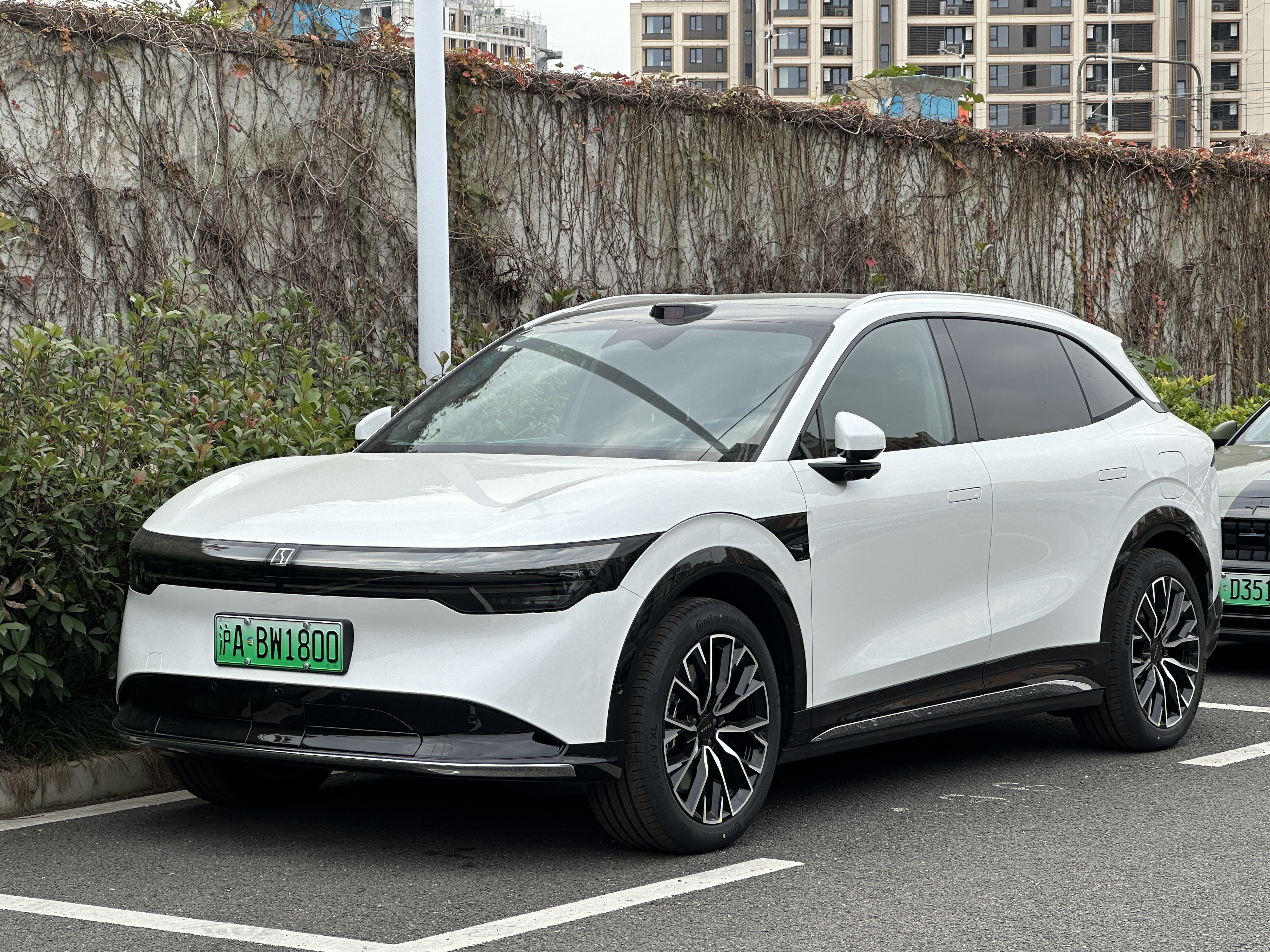
Zeekr Mix

- Zeekr 001
- Zeekr 007
- Zeekr 009
- Zeekr X
- Zeekr Mix
- Zeekr 7X

## Prodeje
| Rok  | Prodej  |
| ---- | ------- |
| 2021 | 6 007   |
| 2022 | 71 941  |
| 2023 | 118 685 |
| 2024 | 222 123 |